# Tú Mỡ
Tú Mỡ, tên thật: Hồ Trọng Hiếu (1900 – 1976), là một nhà thơ trào phúng Việt Nam. Theo các nhà nghiên cứu văn học, thì với gần nửa thế kỷ cầm bút bền bỉ, ông đã có những đóng góp đáng kể đối với sự phát triển của thơ ca, đặc biệt về mặt thơ trào phúng, thời nào ông cũng là bậc thầy.

## Cuộc đời
Tú Mỡ sinh ngày 14 tháng 3 năm 1900 tại phố Hàng Hòm (Hà Nội), trong một gia đình lao động nghèo ở thành thị (tiểu thủ công).
Lên 5 tuổi, ông học chữ Hán với ông nội. Khi ông nội mất, ông mới học chữ quốc ngữ với thầy giáo Quý ở phố Hàng Mành. Học được một năm, ông xin chuyển vào học trường nhà nước ở phố Hàng Bông, tiếp đến là trường ở Hàng Vôi.
Năm 14 tuổi (1914), ông đỗ đầu bằng sơ học Pháp-Việt, nên năm sau được vào học tại trường Bưởi (nay là Trung học phổ thông Chu Văn An), chung với Hoàng Ngọc Phách.
Năm 16 tuổi (1916), ông bắt đầu "mắc bệnh" làm thơ. Trong Hồi ký, ông kể lại: "...tôi quyết tâm học làm thơ. Trước hết tôi mua bộ Hán-Việt văn khảo để nghiên cứu các thể thơ ca, từ, phú, rồi mua những tập thơ của Hồ Xuân Hương, Tú Xương, Nguyễn Khuyến, Tản Đà, Trần Tuấn Khải, những tác phẩm mà tôi thích đọc nhất..."
Năm 17 tuổi (1917), ông bắt đầu yêu một cô gái 15 tuổi ở Hàng Bông, làm được bài thơ tình đầu tiên (theo thể thất ngôn bát cú) có tên là Tương tư, bị Hoàng Ngọc Phách chê là sáo...
Năm 18 tuổi, ông đỗ bằng Thành Chung và cuối năm đó, ông xin vào làm (thư ký) trong Sở Tài chính (Hà Nội) cho đến Cách mạng tháng Tám (1945).
Bước vào nghề "thầy Phán", ông sáng tác được bài thơ khôi hài đầu tiên, đó là bài Bốn cái mong của thầy Phán.
Năm 1926, ông bắt đầu có thơ đăng trên Việt Nam thanh niên tạp chí, Tứ dân tạp chí.
Sau khi gặp gỡ Nhất Linh (Nguyễn Tường Tam), được nhà văn này phát hiện năng khiếu làm thơ trào phúng của ông, năm 1932, Tú Mỡ tham gia Tự Lực văn đoàn, rồi được cử phụ trách mục Giòng nước ngược trên tờ Phong Hóa, một tờ báo chuyên về văn chương, hài hước và trào phúng của bút nhóm này.
Tháng 12 năm 1946, chiến tranh Việt-Pháp bùng nổ, Tú Mỡ lên chiến khu, tham gia kháng chiến bằng ngòi bút trào phúng sở trường quen thuộc. Thời kỳ này, Tú Mỡ ký tên là Bút Chiến Đấu. Ông giải thích: Vì thấy công cuộc kháng chiến là công cuộc nghiêm chỉnh, mình dùng bút danh để đánh địch cũng là việc làm nghiêm chỉnh,...cho nên tôi không muốn dùng bút danh cũ là Tú Mỡ. Tú Mỡ là tên đặt đùa, ý là người kế tục nhà thơ bậc thầy Tú Xương. Vả lại, hai chữ Tú Mỡ lúc này ông còn nghe gần với "đú mỡ", có vẻ không được...nghiêm túc. Và từ nay, tôi đặt thơ vào hai mục riêng: loại đánh địch là mục "Nụ cười kháng chiến", loại ca ngợi tinh thần anh dũng của quân dân là mục "Anh hùng vô tận". Theo Từ điển Văn học (bộ mới), thì trong lúc kháng chiến, có lần ông bị đối phương bắt nhưng đã tìm cách thoát được.
Tú Mỡ và Thế Lữ là đôi bạn tri kỷ lui tới với nhau, một đời.
Năm 1954, chiến tranh kết thúc, ông tiếp tục sáng tác phục vụ cuộc đấu tranh trong giai đoạn mới.
Năm 1957, ông được bầu làm Phó chủ tịch Hội Liên hiệp văn học nghệ thuật Việt Nam, và làm Ủy viên thường vụ Hội nhà văn Việt Nam.
Năm 1974, bà vợ tào khang chung thủy của ông mất, Tú Mỡ đã viết bài thơ Khóc Người Vợ Hiền, đáng kể là một trong những bài thơ tình hay nhất:
Bà Tú ơi! Bà Tú ơi

Té ra bà đã qua đời, thực ư?

Tôi cứ tưởng nằm mơ quái ác,

Vùng dậy là tỉnh giấc chiêm bao.

Tỉnh dậy, nào thấy đâu nào,

Nào đâu bóng dáng ra vào hôm mai…
Tú Mỡ mất lúc 13 giờ ngày 13 tháng 7 năm 1976 tại Bệnh viện Việt–Xô (Hà Nội), hưởng thọ 76 tuổi.
Hiện nay tên của ông được đặt tên cho một con phố ở quận Cầu Giấy, Hà Nội, nối từ phố Mạc Thái Tông đến đường Phạm Hùng ở cạnh sau Trung tâm Thương mại BigC Thăng Long. Đường Tú Mỡ ở Quy Nhơn, Bình Định nối đường Lê Bá Trinh đến đường Võ Thị Sáu.

## Tác phẩm chính

### Thơ
- Giòng nước ngược: tập 1 (Đời Nay xuất bản, Hà Nội, 1934), tập 2 (Đời Nay xuất bản, Hà Nội, 1941), tập 3 (Đời Nay xuất bản, Hà Nội, 1945)
- Nụ cười kháng chiến (1952)
- Anh hùng vô tận (1952)
- Nụ cười chính nghĩa (1958)
- Bút chiến đấu (1960)
- Đòn bút (1962)
- Ông và cháu (tập thơ thiếu nhi, 1970)
- Thơ Tú Mỡ (tập thơ tuyển, 1971)

### Diễn ca, chèo, tuồng…
- Rồng nan xuống nước (tuồng, 1942)
- Địch vận diễn ca (diễn ca, 1949),
- Trung du cười chiến thắng (thơ, chèo, hát xẩm, 1953)
- Tấm Cám (chèo, 1955)
- Nhà sư giết giặc (chèo, 1955)
- Dân tộc vùng lên (diễn ca, 1959), vv…

### Nghiên cứu
- Bước đầu viết chèo (1952)

Năm 2008, Tú Mỡ toàn tập (gồm 3 tập) được xuất bản. Bộ sách do Lữ Huy Nguyên-Trần Thị Xuyến-Hồ Quốc Cường sưu tầm và biên soạn, nhà xuất bản văn học ấn hành.

## Giải thưởng
Tú Mỡ đã được trao tặng các giải thưởng sau:
- Năm 1951: giải nhất về thơ ca của Hội Văn nghệ Việt Nam.
- Năm 1955: giải nhì về thơ ca của Hội Văn nghệ Việt Nam.
- Năm 2000: được truy tặng Giải thưởng Hồ Chí Minh về Văn học-nghệ thuật đợt II.

## Nhận xét

### Về tác giả
Theo Nguyễn Hoàng Khung, thì Tú Mỡ là người có một "tâm hồn đôn hậu, lạc quan và chan chứa tình đời".
Trong một bài viết, nhà phê bình văn học Vương Trí Nhàn, còn cho biết thêm rằng: "mặc dù sống trong một thế kỷ đầy biến động, song cuộc đời Tú Mỡ lại chỉ hiện ra với những đường nét đơn giản...Theo bạn bè và những người thân trong gia đình kể lại, thì cách sống của ông phải gọi là thanh bạch. Lúc nhỏ, đi học, lớn lên, đi làm nuôi gia đình. Lớn lên là một công chức mẫn cán...Đến khi được chuyển hẳn sang sáng tác, thì ông lại cặm cụi lo đọc lo viết. Mặc dù quen biết nhiều, nhưng theo Nguyễn Công Hoan, Tú Mỡ là người "thuốc lá không hút, chè tàu không nghiện, tổ tôm không biết đánh". Giữa đám người cầm bút đông đảo "đa ngôn đa sự", ông có vẻ như sống riêng ra, lấy sự siêng năng cần mẫn làm trọng, lấy cảnh gia đình yên ấm làm vui, không phiêu lưu không mơ tưởng hão huyền, tin rằng thiên đường chỉ có ở trên trần thế, được sống khỏe mạnh, lại có công việc ưa thích đã là tiên cảnh lắm rồi, còn như có gì khó chịu trước sự đời, thì đã có nụ cười hóa giải giúp!"

### Về tác phẩm
Đề Tựa cho tập thơ Giòng nước ngựợc, nhà văn Khái Hưng đã liệt tập thơ này vào dòng văn chương bình dân. Còn Lê Thanh, ngay năm 1942, đã xác định rằng: "Tú Mỡ là một nhà thơ khôi hài và trào phúng".
Cũng trong năm 1942, giới thiệu Tú Mỡ trong bộ sách Nhà văn hiện đại, Vũ Ngọc Phan viết:
"Thơ mới ngày nay đã xâm chiếm gần đến đất đai của thi ca Việt Nam...làm cho những tay kiện tướng còn lại của trường thơ cũ như Trần Tuấn Khải, Tương Phố đều phải xếp bút. Tuy vậy, vẫn còn một dòng thơ cũ chảy róc rách, nước thật ngọt ngào, vì nó là thứ nước của nguồn xưa mà người Việt Nam quen uống từ lâu. Tôi muốn nói đến hai tập "Dòng nước ngược" của Tú Mỡ. Hai tập thơ này đều có cái giọng bình dân rất trong sáng. Chúng ta vốn ưa thích xưa nay: giọng cợt đùa lẳng lơ của Hồ Xuân Hương, giọng nhạo đời của Trần Tế Xương, giọng thù ứng ý nhị của Nguyễn Khắc Hiếu, giọng giao duyên tình tứ của Trần Tuấn Khải; từng ấy giọng thơ, ngày nay ta thấy cả trong hai tập thơ trào trúng của Tú Mỡ...Cũng như Tản Đà và Trần Tuấn Khải, Tú Mỡ viết rất nhiều lối, nào phong dao, nào thù ứng, nào hát xẩm, nào văn tế, nào chầu văn...mà lối nào của ông cũng đều hay cả...Thơ Tú Mỡ thật là thơ có tính các Việt Nam đặc biệt".
Năm 1965, đề cập đến Tú Mỡ, trong bộ Việt Nam văn học giản ước tân biên (Quyển 3) của GS. Phạm Thế Ngũ, có đoạn viết:
"Trong làng thơ Việt Nam sau 1932, có một cây bút không mới chút nào...vậy mà ngự trị thường xuyên trên báo 'Phong Hóa, Ngày Nay' và được độc giả thời ấy rất ham coi, đó là cây bút trào phúng Tú Mỡ"...
Sau khi phân tích và trích dẫn thơ Tú Mỡ, tác giả kết luận:
"Thơ ông chịu ảnh hưởng rõ rệt thơ cũ…từ cảm hứng đến thể cách. Ông sáng tác đủ loại: thơ Đường, phú, văn tế, lục bát, hát nói, hát xẩm, chầu văn... Nói rằng ông đã tiến hơn tiền bối thì quá đáng, song ở ông cũng đã có một lời thơ hoạt bát, cách gieo vần tài tình, giọng dí dỏm tự nhiên và biết mượn tình cười để chinh phục người ta... Sau Tú Mỡ (và đồng thời ông nữa) trên khắp các báo, người ta làm thơ trào phúng nhan nhãn, nhưng dễ chừng không ai bắt chước được tác giả "Giòng nước ngược"...
Năm 2004, đúc kết lại sự nghiệp văn chương của Tú Mỡ, Nguyễn Hoành Khung trong Tự điển Văn học (bộ mới) đã có những đánh giá đáng chú ý. Lược lại như sau:
"Những sáng tác của Tú Mỡ trước 1945, đều được tập hợp trong hai tập "Giòng nước ngược" do Tự Lực văn đoàn xuất bản. Đây là một thi phẩm có giá trị, là một trong những tác phẩm tiêu biểu của văn học Việt Nam trước Cách mạng tháng Tám. Chúng bao gồm nhiềiu tiểu phẩm châm biếm bằng văn vần, mang tính chất thời sự rõ rệt, thể hiện thái độ phê phán của nhà thơ đối với chế độ nửa thực dân và nửa phong kiến khi đó...Kế tục truyền thống của các nhà thơ trào phúng tiền bối: Hồ Xuân Hương, Trần Tế Xương, Nguyễn Khắc Hiếu, Trần Tuấn Khải...; ngòi bút của Tú Mỡ đã trở nên sắc sảo, tạo tiếng cười sảng khoái, táo bạo...được độc giả rất hoan nghênh. Và chính nhờ "Giòng nước ngược" mà ông nổi tiếng.
"Từ năm 1947, Tú Mỡ chuyên làm thơ trào phúng để đánh thực dân Pháp một cách sâu cay. Ngoài điều đó ra, thơ trong "Nụ cười kháng chiến" còn có cái sảng khoái, đầy tinh thần lạc quan của một dân tộc đang chiến đấu và tin rằng sẽ chiến thắng... Bên cạnh thơ, ông còn sáng tác diễn ca, vè, chèo, dân ca...để ca ngợi, tuyên truyền để động viên cổ vũ nhân dân".
"Từ năm 1954, ngòi bút trào phúng của Tú Mỡ lại tiếp tục nhằm vào một đối phương mới, đó là Mỹ và chính quyền thân Mỹ ở miền Nam Việt Nam". Những năm cuối đời, Tú Mỡ làm nhiều thơ vui về đàn cháu nhỏ, về tình cảm gia đình về cuộc sống bản thân. Chính những chùm thơ trữ tình hài hước này càng làm nổi rõ tâm hồn đôn hậu, lạc quan và chan chứa tình đời của nhà thơ trào phúng lão thành Tú Mỡ....